# Javier Zamudio
Javier Zamudio (Cali, 23 de junio de 1983) es un editor, escritor y crítico cultural colombiano. Es autor de los libros Hemingway en Santa Marta (Lugar Común, 2015), Espiar a los felices (Universidad Eafit, 2016) y El hotel de los difíciles (Lugar Común, 2018).
Colabora con medios impresos y digitales, incluyendo El Malpensante, El Espectador, The Huffington Post, Rio Grande Review, de la Universidad de Texas en El Paso, El Tiempo, entre otros. 
En 2019 obtuvo el tercer lugar en el Premio Nacional de Periodismo Digital en la categoría de crítica por su artículo La pluralidad que censura y fue finalista del Premio Nacional de Cuento La Cueva. Asimismo, ha obtenido otras distinciones literarias. 

## Obra

#### Novela
- Hemingway en Santa Marta (2015)
- El hotel de los difíciles (2018)

#### Cuento
- Espiar a los felices (2016)

#### Poesía
- Soñábamos con el amor (2015)

#### En antologías
- Mil poemas por la paz de Colombia (2018)
- Historias para animales escondidos (2020)

## Distinciones
- Segundo Premio, Concurso Municipal de Poesía de Cali, 2008.
- Primer Puesto, Premio de Cuento “Los estudiantes escriben en el aula”, Universidad del Valle, 2009.
- Finalista del Concurso Mil poemas Por la Paz de Colombia, 2013.
- Segundo Premio, Concurso Internacional de Cuento “La historia la escribes tú”, Madrid 2017.
- Finalista Premio Internacional de Cuento Sweekstar, 2017.
- Finalista del Premio Nacional de Cuento La Cueva, 2018.
- Tercer puesto, Premio Nacional de Periodismo Digital, Categoría Crítica, 2019.
- Primer Premio, Concurso de Poesía Inédita de Cali, 2020.